# Новомихайловка (Барнаульський міський округ)
Новомиха́йловка (рос. Новомихайловка) — селище у складі Барнаульського міського округу Алтайського краю, Росія.

## Населення
Населення — 1258 осіб (2010; 808 у 2002).
Національний склад (станом на 2002 рік):
- росіяни — 95 %